# Peposakand
Peposakand (Netta peposaca) er en fugleart, der lever i mellem-Sydamerika.
Navnet 'peposaca' er fra et guaraní ord for "prangende vinger", der henviser til den brede hvide strimmel, der kun er synlig med strakte vinger.